# ミス・ティーン・ジャパン
ミス・ティーン・ジャパン（Miss Teen Japan、MTJ、ミスティーンジャパン）とは、2011年（平成23年）に始まった日本のミス・コンテスト。

## 概要
ミス・ティーン・ジャパンは、世界三大ミスコンのひとつとして有名な、ミス・ユニバースの日本大会ミス・ユニバース・ジャパンの妹版大会として、またミス・ティーンUSAの姉妹大会として2011年（平成23年）から毎年開催されている。
（通常のコンテストと違い開催年の翌年が大会名称の頭に付く為、2014年9月に開催された大会は、「2015 ミス・ティーン・ジャパン」となっている。）
応募者の年齢条件が18歳以上26歳以下の「ミス・ユニバース・ジャパン」に対して、「ミス・ティーン・ジャパン」は13歳以上17歳以下を対象としており、書類審査、面接審査などを経て全国各都市で地方大会(2014年は北海道・東北・関東・中部・関西・中国・四国・九州・沖縄の9大会)が開催され、各大会で選ばれた数名ずつの代表が、ファイナリストとして東京で行われる決勝大会に進む。ミス・ユニバースは世界大会が開催されているが、ミス・ティーンの世界大会は現在のところない。
また大会アンバサダーは、初開催以降押切もえが務めており、ニコファーレで行われる決勝大会の様子は、ニコニコ動画で生放送が行われている。

## 歴代受賞者
- 2012 ミス・ティーン・ジャパン（2011年）[1]
  - グランプリ - 坂口莉果子
  - 準グランプリ - 鎌滝えり、山本かれん

- 2013 ミス・ティーン・ジャパン（2012年）[2]
  - グランプリ - トラウデン直美（CanCam専属モデル）
  - 準グランプリ - 米多比玖美
  - サマンサタバサ賞 - 井桁弘恵

- 2014 ミス・ティーン・ジャパン（2013年）[3]
  - グランプリ - 八百城美音（→柚木美音→美音）
  - 準グランプリ - 山田百、志田音々
  - サマンサタバサ賞 - ユーイング玲杏

- 2015 ミス・ティーン・ジャパン（2014年）[4]
  - グランプリ - 坂本澪香
  - 準グランプリ - 岩本愛未、勝部陽咲子
  - サマンサタバサ賞 - 藤田音歌

- 2016 ミス・ティーン・ジャパン（2015年）[5]
  - グランプリ - 東田真琴
  - 準グランプリ - 田中夢羽、櫻井花子
  - サマンサタバサ賞 - 斎野桃

- 2017 ミス・ティーン・ジャパン（2016年）[6]
  - グランプリ - 糸瀬七葉
  - 準グランプリ - 小森澪菜
  - サマンサタバサ賞 - 時吉真子

- 2018 ミス・ティーン・ジャパン（2017年）[7]
  - グランプリ - 佐藤梨紗子
  - 準グランプリ - 吉村梓穂
  - サマンサタバサ賞 - 田村友乃

- 2019 ミス・ティーン・ジャパン（2018年）[8]
  - グランプリ - 宮部のぞみ
  - 準グランプリ - 林凛音
  - サマンサタバサ賞 - 丸山陽詩

- 2020 ミス・ティーン・ジャパン（2019年）[9]
  - グランプリ - 酒井唯菜
  - 準グランプリ - 日野美羽
  - サマンサタバサ賞 - 池田紅杏

- 2021 ミス・ティーン・ジャパン（2020年）[10]
  - グランプリ - 鈴木爽
  - 準グランプリ - 黒川ありさ
  - 特別賞 - 碓井恵花

- 2022 ミス・ティーン・ジャパン（2021年）[11]
  - グランプリ / ディーアップ賞 - 石川花（Seventeen専属モデル）
  - 準グランプリ - 火ノ口紗彩和
  - フォトジェニック賞 - 増尾アンジー日和

- 2023 ミス・ティーン・ジャパン（2022年）[12][13]
  - グランプリ - 辻村心響
  - 準グランプリ - バーン眞寿璃
  - ディーアップ賞 - 久保千咲

- 2024 ミス・ティーン・ジャパン（2023年）[14][15]
  - グランプリ - コバルチク花理愛
  - 準グランプリ - 千原愛菜
  - ディーアップ賞 - 森脇優花
  - フォトジェニック賞 - 細川絹華

受賞者や決勝大会ファイナリストの中には、その後、モデル、タレント、女優などとしてスカウトされ、芸能界入りする者も多い。

## テーマソング
- 2020 ミス・ティーン・ジャパン（2020年）
  - lol「special love」[16]

- 2021 ミス・ティーン・ジャパン（2021年）
  - GENIC「UPDATE」[17]

- 2022 ミス・ティーン・ジャパン（2022年）
  - lol「sun kissed love」[18]

- 2023 ミス・ティーン・ジャパン（2023年）
  - lol「pump it up」[19]

- 2024 ミス・ティーン・ジャパン（2024年）
  - GENIC「Flavor」[20]

- 2025 ミス・ティーン・ジャパン（2025年）
  - GENIC「GradatioN」[21]